# Karmelitenkloster Augsburg

Ordenswappen

Es gab zwei ehemalige Karmelitenkloster Augsburg, ein älteres, das Kloster der Karmeliten St. Anna, und ein jüngeres, das Karmel zum Allerheiligsten Sakrament. Beide befanden sich in Augsburg in Bayern in der Diözese Augsburg. Das ältere Kloster bestand von 1275 bis 1534 und endete durch die Reformation, das jüngere bestand von 1637 bis 1802 und endete durch die Säkularisation.

## Priorat St. Anna (1275–1534)
Priorat St. Anna

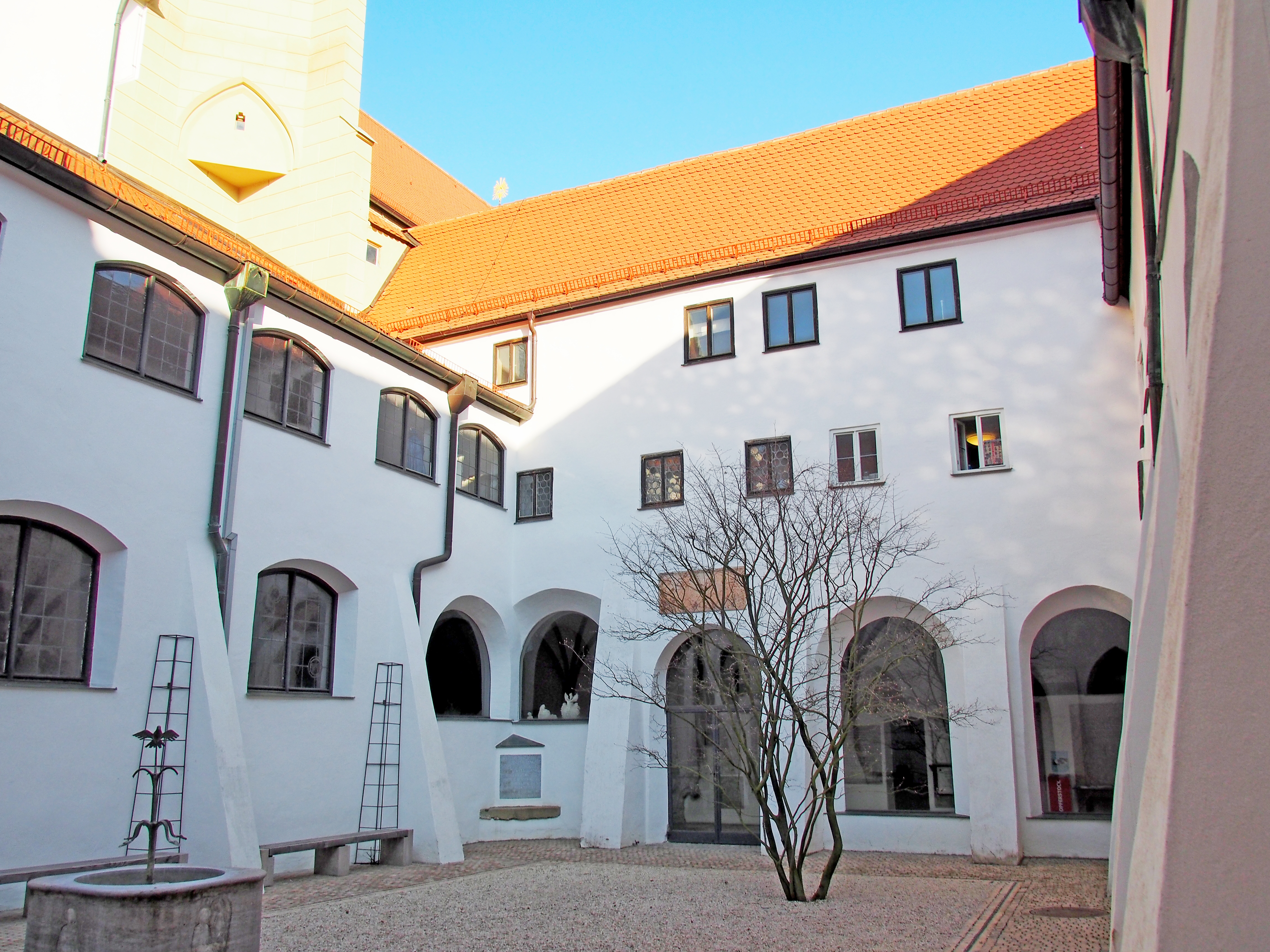
Kreuzgang des Klosters St. Anna

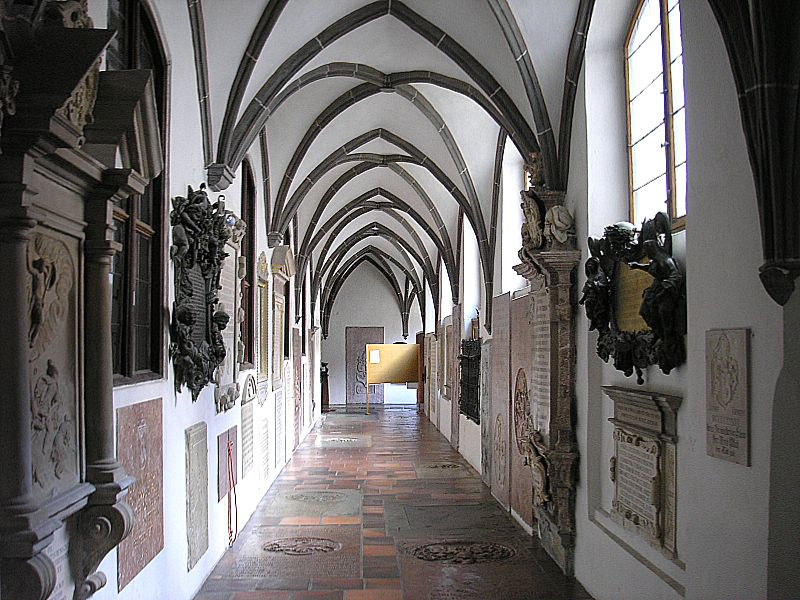
Kreuzgang des Klosters, Nordflügel

Das St. Anna geweihte Kloster, gelegen an der nach ihm benannten Annastraße in der Altstadt (Stadtmitte) von Augsburg, wurde 1275 gegründet durch Hartmann von Dillingen, Bischof von Augsburg. Das Kloster und die Kirche an der heutigen Stelle wurden 1321 unter Bischof Friedrich I. Spät von Faimingen erbaut.
1460 wurde das Kloster durch einen Brand schwer beschädigt und anschließend wiederaufgebaut. Von 1487 bis 1497 wurde unter dem Prior Matthias Fabri die Klosterkirche St. Anna zu einer dreischiffigen Pfeilerbasilika ausgebaut. Eine bereits 1420 an die Kirche angebaute Seitenkapelle wurde 1496 zu einem Seitenschiff gemacht. Sie wurde fortan als Grablege für die Augsburger Goldschmiedezunft benutzt, woher sie den Namen Goldschmiedekapelle erhielt. Weitere Anbauten waren die Heiliggrabkapelle (ab 1506) und die Fuggerkapelle (1509–1512).
Als Martin Luther zum Reichstag 1518 nach Augsburg zitiert wurde, genoss er hier die Gastfreundschaft des befreundeten Priors Johannes Frosch. Dieser schloss sich der Reformation an, führte 1523 unter dem Schutz des Stadtrats eine evangelische Gottesdienstordnung ein und trat im gleichen Jahr von seinem Amt zurück. Der Bischof Christoph von Stadion hatte dagegen keine Handhabe, weil die Klöster weder seiner noch der städtischen Jurisdiktion unterstanden. 1525 übernahm der Rat der Stadt die Aufsicht über das Klostervermögen. Die Auflösung des Klosters folgte 1534.
Der Kreuzgang des Klosters (von 1460) wurde in der Folgezeit zu einer beliebten Grablege für Augsburger Patrizier, während die ehemalige römisch-katholische Klosterkirche St. Anna zur evangelischen Kirche wurde. Die Kirche St. Anna, in der bereits 1525 eine Abendmahlfeier nach lutherischem Ritus gefeiert wurde, blieb im Wesentlichen bis heute evangelisch – ausgenommen die Krisenzeiten des Augsburger Protestantismus: 1629 wurde die Kirche infolge des Restitutionsedikts katholisch und 1632 im Zuge der schwedischen Besetzung Augsburgs wieder reformiert; von 1635 bis zum Westfälischen Frieden 1648 nutzte das Jesuitenkolleg St. Salvator die Räumlichkeiten. Die Fuggerkapelle in der Kirche, die Grablege der Familie Fugger, ist über alle Zeiten immer katholisch geblieben, woher die Besonderheit stammt, dass heute in einem evangelischen Gotteshaus eine katholische Kapelle existiert.
Ab 1531 wurde in den Räumen des Klosters die neu gegründete protestantische Lateinschule, das Gymnasium bei St. Anna untergebracht. 1613 zog die Schule in das von Elias Holl neu erbaute Schulgebäude unmittelbar westlich des Klosters um. Die sprachliche und humanistische Lehranstalt zählt zu den ältesten Gymnasien Deutschlands und erwarb im 18. Jahrhundert den Ruf einer Eliteschule.
Aus dem aufgelösten Karmelitenkloster ging auch die Staats- und Stadtbibliothek Augsburg hervor, eine der bedeutendsten Stadt- und Regionalbibliotheken Deutschlands. Sie war jahrhundertelang eng mit dem Gymnasium bei St. Anna verbunden. Die Annastraße ist heute eine Fußgängerzone.

## Karmel zum Allerheiligsten Sakrament (1637–1802)
Karmel zum Allerheiligsten Sakrament

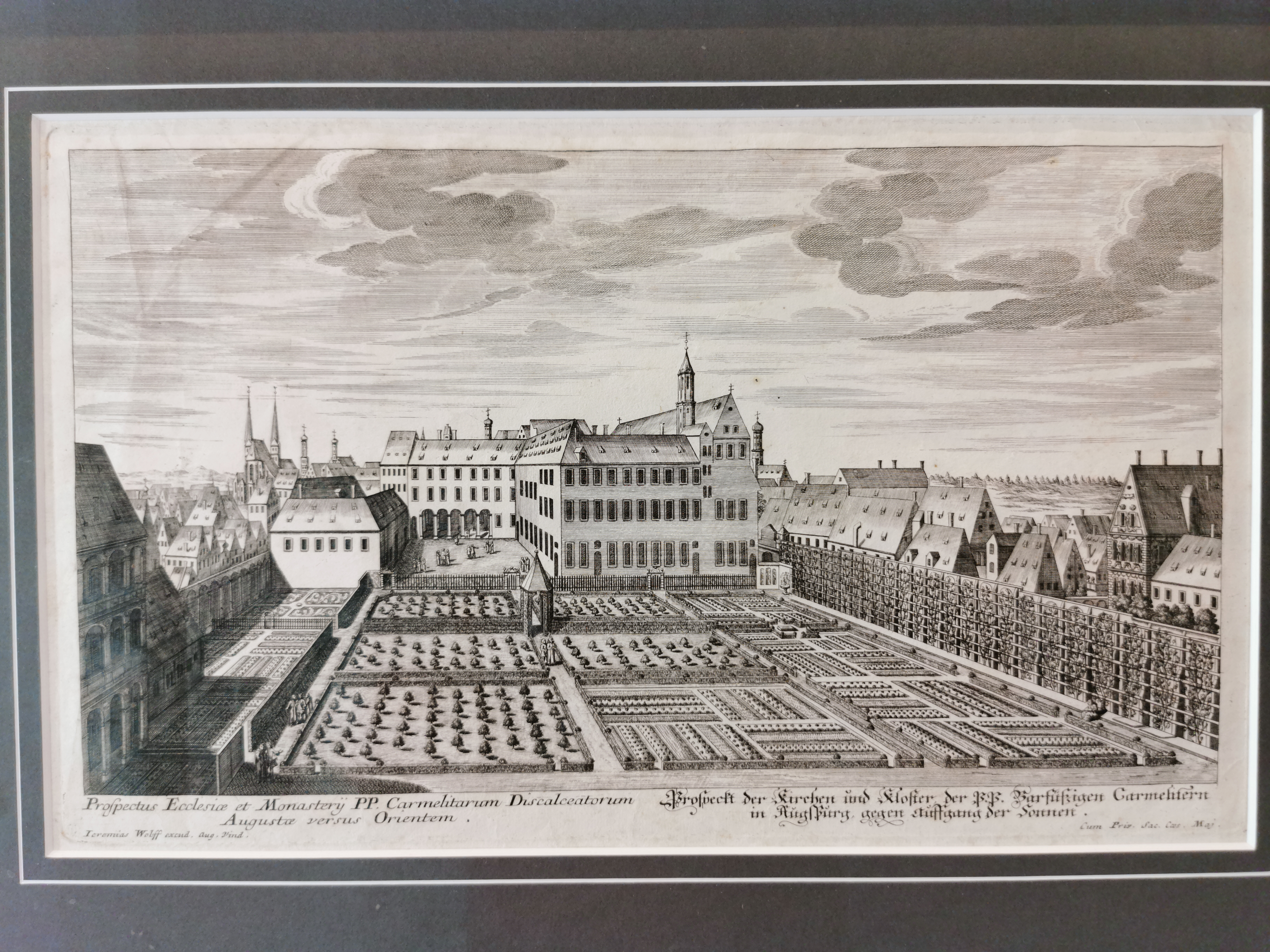
Karmelitenkloster zum Allerheiligsten Sakrament, um 1700

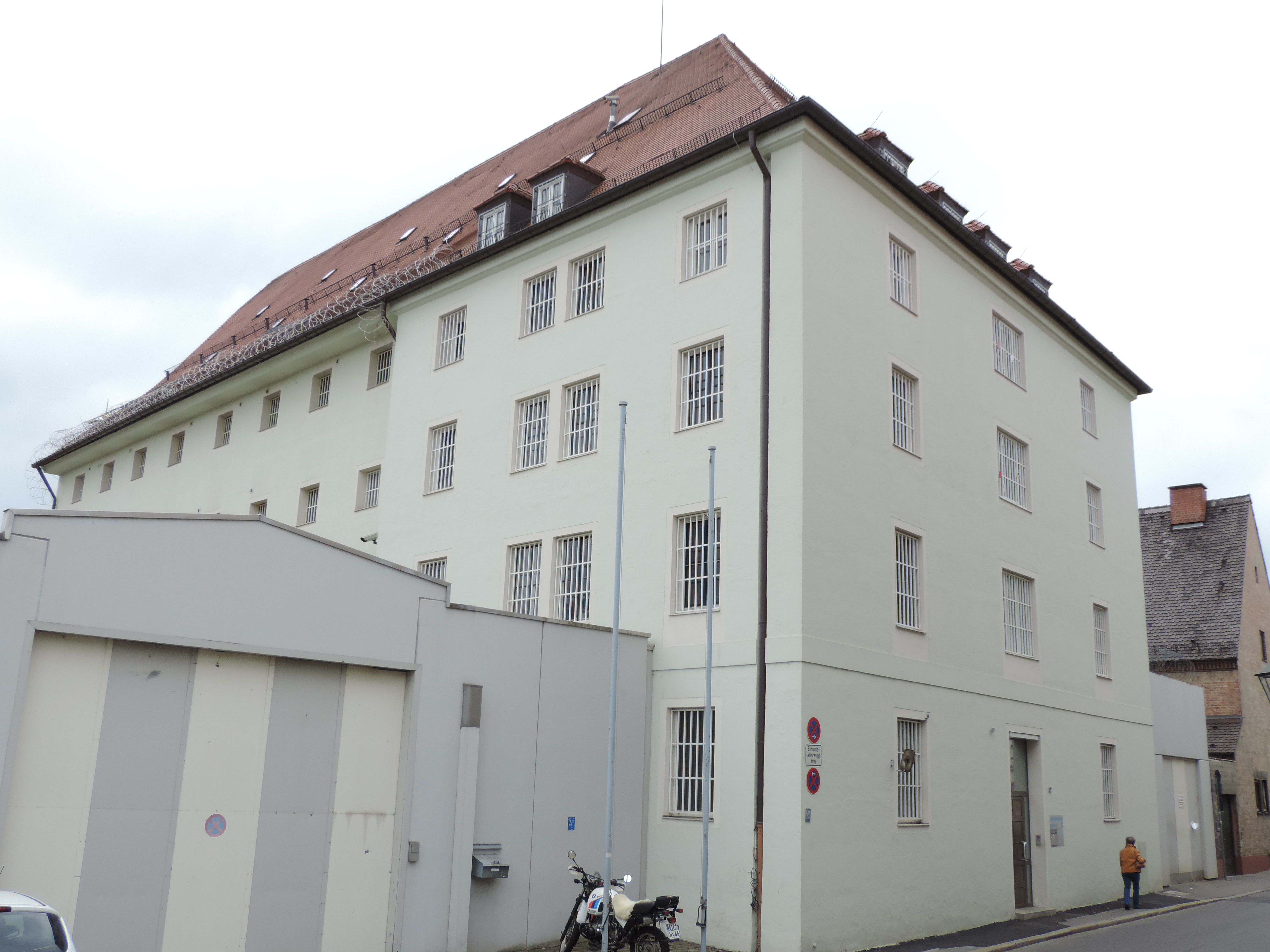
Ehemaliger Kornspeicher

Der 1597 neu entstandene strengere Orden der Unbeschuhten Karmeliten versuchte auf den Wunsch Bischofs Heinrich V. von Knöringen ab 1630 im Raum Augsburg Fuß zu fassen. Zunächst installierte er das kleine Kloster St. Josef vor dem Roten Tor. Dieses wurde jedoch 1632 von schwedischen Truppen abgebrannt. Die Karmeliten fanden zunächst in der Benediktiner-Abtei Sankt Ulrich und Afra Asyl. Anschließend gründeten sie 1637 nördlich des Doms vor dem Frauentor im früheren Kornspeicher der Reichsstadt und angrenzenden Grundstücken, die sie erwerben konnten, ein neues Kloster, das unter Kaiser Ferdinand II. durch einen italienischen Baumeister im frühbarocken Stil errichtet wurde. Dieses brannte 1646 ab und wurde durch einen Neubau an derselben Stelle ersetzt. Dieser Neubau hatte schließlich fast dreihundert Jahre Bestand. Nach diesem Kloster sind noch heute die Straßen Karmelitengasse, Karmelitenmauer und Kleines Karmelitengäßchen in Augsburg benannt.
Das Kloster wurde 1802 säkularisiert und 1807 geräumt. Seine Kirche, die als eine der schönsten Barockkirchen Süddeutschlands galt, wurde 1810 für Gottesdienste gesperrt und später an einen Herrn Levinau verkauft, der sie mit einer Lotterie ausspielte, dabei aber das gewinnende Los selbst in Händen behielt und die Kirche 1821 abbrechen ließ. Der Hochaltar wurde von der Gemeinde St. Georg erworben.

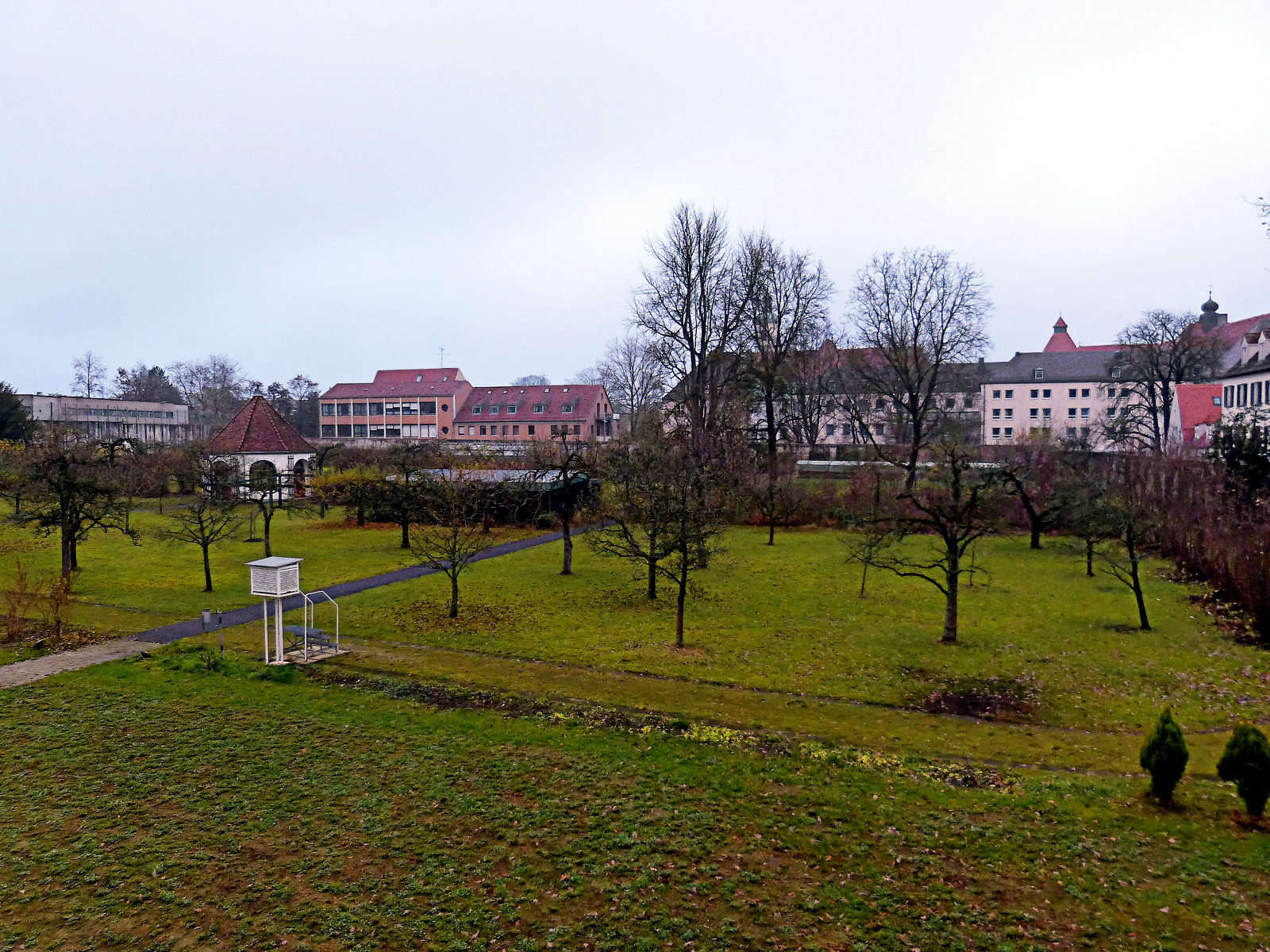
Garten von St. Stephan

Der Klostergarten, ein etwa einen Hektar großes Areal, das sich östlich an das ehemalige Kloster anschließt, wurde im Jahr 1851 von der Benediktinerabtei St. Stephan übernommen. Er ist heute noch erhalten.
Ein Teil des früheren Klosters ist seit 1887 im Besitz der Congregatio Jesu, die nördlich von ihm ein Frauenkloster und eine „Höhere Töchterschule“, das heutige Maria-Ward-Gymnasium, betrieb. Diese unterhielt dort bis zum Jahr 2015 ein Zentrum für Exerzitien und Mediationsseminare, das „Maria-Ward-Haus“.
Die Ökonomiegebäude des Klosters wurden nach der Säkularisation als Lazarett genutzt. 1814 erwarb das Königreich Bayern den Gebäudekomplex und baute ihn bis 1817 zu einem staatlichen Gefängnis aus, der späteren Justizvollzugsanstalt Augsburg I. Die aus dem 13. Jahrhundert stammende Kapelle St. Severin auf dem früheren Klostergelände wurde nach zeitweiser zweckfremder Nutzung 1970 restauriert und diente anschließend als Gefängniskirche. Nach dem Neubau der Justizvollzugsanstalt Augsburg-Gablingen ist die Zukunft des Areals noch ungewiss. Die letzten Insassen sind im Februar 2016 ausgezogen. Die erhaltene Severinskapelle und das Hauptgebäude der JVA, der im Kern mittelalterliche ehemalige Kornspeicher des Klosters, stehen ebenso wie der Klostergarten unter Denkmalschutz.